# Brunella Torpoco
Stefanya Brunella Torpoco Manrique (distrito del Callao, 11 de septiembre de 1998) es una cantante peruana de salsa y fusión, conocida en la interpretación de versiones musicales.

## Biografía
Stefanya Brunella Torpoco Manrique nació en 11 de septiembre de 1998 en el distrito del Callao, distrito de la provincia homónima. Proviene de una familia ligada a la música y vivió sus primeros años en la zona de Chacaritas, perteneciente a su ciudad natal.
Empezó su carrera artística a los quince años, formando parte de diferentes orquestas musicales con la colaboración de su padre, desempeñándose como vocalista principal, mientras estaba realizando sus estudios escolares.
Pero no fue hasta 2020, cuando se lanza como solista con su propia agrupación musical Brunella Torpoco & Orquesta, y comenzó a participar en fiestas clandestinas cantando algunas versiones de conocidos temas, especialmente las de bolero en versión salsa, mientras se estaba atravesando la pandemia de COVID-19.
Torpoco estrena el recopilatorio Honda/Costumbres en el año 2021, interpretando las canciones de la cantante española Rocío Dúrcal, la cual tuvo una gran aceptación, especialmente de las emisoras de su país. Gracias a ello, Torpoco ganó reconocimiento por sus interpretaciones de los covers. A pesar de su éxito, obtuvo críticas por su falta de originalidad, especialmente las de la cantante salsera Laura Mau. 
Torpoco lanzó las versiones de «Me fallaste» de Eddie Santiago y «Otro ocupa mi lugar» de Miguel Gallardo Vera, ésta siendo renombrada bajo el nombre de «Otra ocupa mi lugar». Sin embargo, anunció su retiro temporalmente de su faceta musical a inicios de 2022, debido a las extorsiones que recibía.
Poco tiempo después, regresa a la música a finales de año y participó en el concierto del Grupo Niche en el Perú, la cual ambos interpretaron el tema «Sin sentimiento», además de haber recibido un reconocimiento por parte de la dicha agrupación musical. Además, fue invitada al reality de talentos La gran estrella en el rol de participante de refuerzo y estuvo en negociaciones para realizar una serie de televisión basada en su vida. Prestó su colaboración con otras cantantes como Yahaira Plasencia, Amy Gutiérrez y Cielo Torres para el recopilatorio «Homenaje a Selena».
En 2023 estrenó el siguiente sencillo recopilatorio «Te tocó perder», incluyendo el tema homónimo y comenzó a realizar giras por el extranjero. Seguidamente, lanzó las siguientes versiones «Un buen perdedor» de Franco de Vita y el «Mix Guarachas», añadiendo las canciones del dúo musical Celina & Reutilio. Además, interpretó «Así fue» de Juan Gabriel que entró en la lista nacional de Billboard.
En ese mismo año, Torpoco fue nominada por los Premios Luces de la edición 2022 en la categoría «Mejor artista revelación», la cual salió finalmente como ganadora. Su popularidad le permitió tener una participación especial en el Festival Internacional del Callao, realizado en el estadio Miguel Grau.
En 2024 viajó a Puerto Rico para participar en el evento Sesiones desde la loma 3, junto a otros artistas como Víctor Manuelle y el Gran Combo de Puerto Rico. Al año siguiente, se presentó en el Festival de la Salsa en Cuba.

## Discografía

### Álbumes
- 2021: Honda/Costumbres
- 2021: Salsa sabrosa
- 2022: Grandes Éxitos
- 2022: Jugué tu papel
- 2022: La Dura de la Salsa
- 2022: Qué importa
- 2023: Te tocó perder
- 2023: Tabaco y ron
- 2024: La tirana [20]

### Canciones
- «Ella»
- «Honda/Costumbres»
- «Otra ocupa mi lugar (cover)»[5]
- «Mix Guarachas»
- «Mix Celia Cruz»
- «Un buen perdedor (cover)»
- «Qué importa»
- «Te tocó perder»[11]
- «Mal hombre»
- «Me fallaste (cover)»
- «Señora»
- «Homenaje a Selena» (con Yahaira Plasencia, Cielo Torres y Caliope)[10]

## Premios y nominaciones
| Año  | Premios                                              | Categoría                                      | Resultado | Ref.             |
| ---- | ---------------------------------------------------- | ---------------------------------------------- | --------- | ---------------- |
| 2022 | Premios Luces de diario El Comercio                  | «Mejor artista revelación»                     | Ganadora  | [ 16 ]           |
| 2022 | Premios Radiomar                                     | «Mejor artista peruano»                        | Ganadora  | [ 21 ]           |
| 2022 | Premios Panamericana Platinium de Radio Panamericana | «Mejor cantante femenina nacional»             | Ganadora  | [cita requerida] |
| 2022 | Premios Moda de Radio Moda                           | «Mejor salsa del año» (por «Honda/Costumbres») | Ganadora  | [ 22 ]           |